# Consolidated-Vultee XA-41
Consolidated-Vultee XA-41 (inne nazwy – Vultee XA-41, Consolidated-Vultee Model-90, Convair XA-41) – amerykański samolot szturmowy z okresu II wojny światowej

## Historia
W wyniku doświadczeń z początku II wojny światowej w 1942 roku dowództwo amerykańskich sił powietrznych ogłosiło zapotrzebowanie na nowy typ ciężkiego samolotu szturmowego. Do opracowania tego typu samolotu zgłosiła się wytwórnia Vultee Aircraft, Inc (w 1943 roku wytwórnia ta połączyła się z wytwórnią Consolidated Aircraft Corp. tworząc firmę Consolidated-Vultee Aircraft Corp.), z którą zawarto w dniu 10 listopada 1942 roku umowę na zaprojektowanie samolotu szturmowego, który otrzymał oznaczenie XA-41.
W dniu 30 kwietnia 1943 roku z wytwórnią zawarto umowę na budowę dwóch prototypów na podstawie projektu opracowanego w wytwórni, który nosił oznaczenie Consolidated-Vultee Model-90, w umowie tej zrezygnowana także z wcześniejszego wymogu aby samolot ten mógł dokonywać bombardowania z lotu nurkującego. Decyzja ta pozwoliła na znaczne uproszczenie konstrukcji samolotu. Na początku 1944 roku był gotowy prototyp samolotu XA-41 i w dniu 11 lutego 1944 roku został on oblatany w bazie Lomita Field w Kalifornii.
Następnie został on poddany szeregu badaniom, a w lipcu 1944 roku został przeniesiony do ośrodka doświadczalnego USAAF w bazie Eglin Field na Florydzie. W bazie tej od sierpnia 1944 roku prowadzono testy porównawcze samolotu XA-41 z samolotami szturmowymi A-20 Boston i A-26 Invader oraz samolotami myśliwskimi P-51 Mustang i P-47 Thunderbolt. Testy te wykazały, że samolot XA-41 ma lepsze osiągi od produkowanych samolotów szturmowych, natomiast mniejsze od samolotów myśliwskich. Ostatecznie zdecydowany o zaniechaniu dalszych prób, gdyż stwierdzono, że samolot ten zdolny były do lotów bojowych tylko w osłonie samolotów myśliwskich, więc nie spełniał jednego z założeń programu.
Ostatecznie zbudowano tylko 1 prototypy samolotu XA-41.

## Użycie
Samolot Consolidated-Vultee XA-41 od lutego 1944 roku używany był do badań w locie. Po zakończeniu prób w 1945 roku i rezygnacji z dalszych prac nad tym samolotem, prototyp przekazano do bazy lotnictwa marynarki wojennej w Patuxent River (Maryland), gdzie testowano go pod kątem zastosowania w lotnictwie pokładowym.
Po zakończeniu tych prób przekazano go do wytwórni silników Pratt & Whitney Aircraft Division of United Aircraft w East Hartford, gdzie służył do 1950 roku jako latająca hamownia silników.

## Opis konstrukcji
Samolot Consolidated-Vultee XA-41 był średniopłatem o konstrukcji całkowicie metalowej. Kabina zakryta, jednomiejscowa. Podwozie trójkołowe z kółkiem ogonowym wciągane w locie. Napęd stanowił 1 silnik gwiazdowy, chłodzony powietrzem.